# NK Bilo Velika Pisanica
NK Bilo je nogometni klub iz Velike Pisanice.
Trenutačno se natječe se u 1. ŽNL bjelovarsko-bilogorskoj.